# Rodolfe
Rodolfe est un prélat du Moyen Âge, trente-cinquième évêque connu de Nîmes en 1210. Il est mort en 1212.

## Éléments biographiques
L'évêque qui succède en 1209 ou 1210 à Hugues de Lédignan au siège épiscopal de Nîmes est d'abord simplement désigné par l'initiale de son nom suivie de son titre : « R. évêque de Nîmes ». Léon Ménard l'identifie avec Rodolfe de Nîmes auteur d'une somme sur les sacrements.
L'évêque Rodolfe rétablit en 1210 la paix dans Nîmes, assisté de quatre arbitres qu'il choisit. En septembre, il préside à Saint-Gilles avec le légat du pape un concile qui refuse les justifications de Raymond VI de Toulouse.
Arnaud de Nîmes lui succède en 1212.